# 阿播
阿播（?—?），唐代结骨（黠戛斯）丞相。
回鹘汗国崩溃后，余部依附室韦，室韦分回鹘余众为七分，七姓室韦各占一分。大中二年（848年），黠戛斯大怒，派阿播领诸蕃兵各路兵马号称七万，攻打室韦。从西南天德军北界来攻打遏捻可汗及回鹘诸部，大败室韦。阿播抓住收回鹘余众，回到碛北。